# Ragusa
|  | For den kroatiske by Ragusa, se Dubrovnik. |
Ragusa er en by på Sicilien med ca. 72.000 indbyggere og hovedby i provinsen af samme navn. Byen blev i lighed med flere byer på det sydøstlige Sicilien hårdt ramt af et jordskælv i 1693. Efter jordskælvet blev byen genopført efter barokkens standarder på et tidspunkt, hvor barokken var ved at gå af mode i resten af Europa. Ragusa repræsenterer således den seneste barok.
Byen er delt i to dele, hvor den højest beliggende er gennemført i sin barokarkitektur, mens den lavest beliggende bydel, Ibla, er en charmerende blanding af nye barokbygninger og gamle middelalderbygninger, ligesom den oprindelige byplan med smalle, krogede gader i stor udstrækning er bevaret. I Ibla ligger Ragusas domkirke, Duomo di San Giorgio, som er en særdeles flot barokkirke.
Byen er en af de otte byer i Val di Noto, der i 2002 blev optaget på UNESCOs liste over verdenskulturarv på grund af deres enestående sene barokarkitektur, der blev opført efter jordskælvet i 1693. .